# Otto Nordensvan

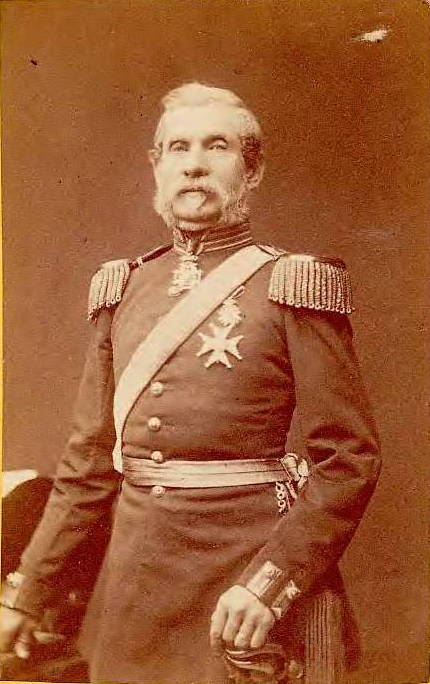
Otto Nordensvan.

Otto Nordensvan, född den 13 november 1811 i Åbo, död den 1 juli 1892 i Stockholm, var en svensk militär. Han var sonson till Johan Alopæus, adlad Nordenswan, samt far till Carl Otto och Georg Nordensvan.
Nordensvan blev student vid universitetet i sin hemstad 1826. Han överflyttade till Sverige och blev sergeant vid Svea artilleriregemente 1830. Nordensvan avlade officersexamen och blev underlöjtnant vid nämnda regemente samma år. Efter att befordrats till löjtnant 1836 och kapten 1849 blev han tjänstgörande major och bibliotekarie vid högre artilleriläroverket samt intendent vid Marieberg 1850. Nordensvan blev major i artilleriet och tillförordnad fälttygmästare 1854, överstelöjtnant 1856 och överste 1859. Han var chef för Svea artilleriregemente 1860–1871 och blev generalmajor i armén 1867. Nordensvan invaldes som ledamot av Krigsvetenskapsakademien 1844. Han blev riddare av Svärdsorden 1854, riddare av norska Sankt Olavsorden 1859 och kommendör (av första klassen) av Svärdsorden 1864. Nordensvan vilar på Norra begravningsplatsen utanför Stockholm.